# Kuusisaari (ö i Norra Karelen, Joensuu, lat 62,51, long 31,14)
Kuusisaari är en ö i Finland. Den ligger i sjön Melaselänjärvi och i kommunen Ilomants i den ekonomiska regionen  Joensuu ekonomiska region  och landskapet Norra Karelen, i den sydöstra delen av landet, 400 km nordost om huvudstaden Helsingfors. Öns area är 4,2 hektar och dess största längd är 470 meter i sydöst-nordvästlig riktning.